# Bolquère
Bolquère település Franciaországban, Pyrénées-Orientales megyében. Lakosainak száma 805 fő (2022. január 1.). Bolquère La Llagonne, La Cabanasse, Eyne, Font-Romeu-Odeillo-Via, Angoustrine-Villeneuve-des-Escaldes és Les Angles községekkel határos.

## Földrajz

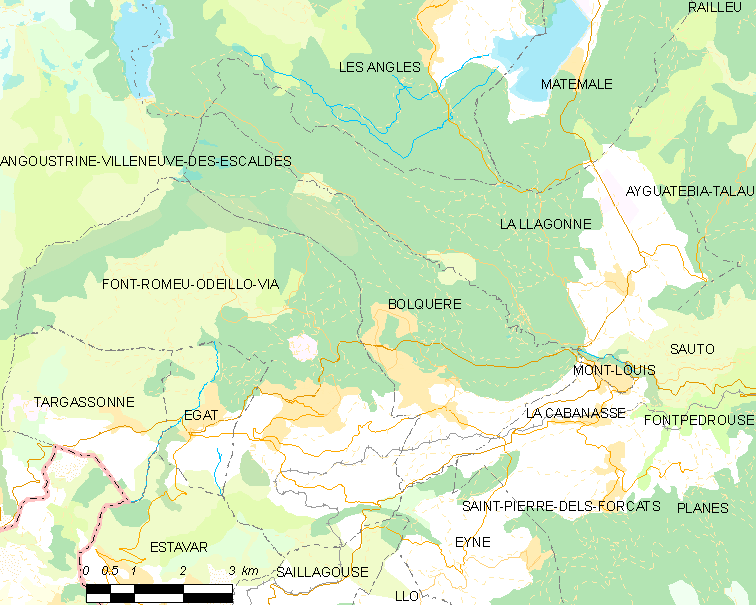
Bolquère térkép

## Népesség
A település népességének változása:
| Lakosok száma | 790  | 799  | 833  | 808  | 813  | 818  | 816  | 808  | 805  |
|               | 2013 | 2015 | 2016 | 2017 | 2018 | 2019 | 2020 | 2021 | 2022 |